# Толчок (датский язык)

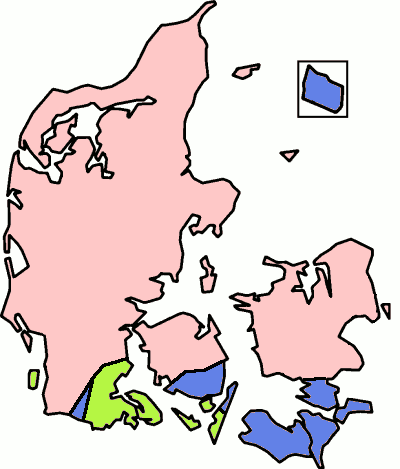
Распространение толчка в датских диалектах. Розовым цветом обозначены диалекты, в которых толчок распространён так же, как и в стандартном диалекте датского, зелёным — как в шведском и норвежском. У диалектов, показанных синим цветом, нет ни толчка, ни тонов (как в исландском, немецком и английском).

Толчо́к (дат. stød) — супрасегментная единица датской фонологии, самым характерным проявлением которой является скрипучий голос (ларингализация). Также может быть взрывным глоттальным согласным, прежде всего эмфатическим.
В ненаучной литературе толчок обозначается апострофом [’]. Следует отличать этот символ от знака ударения [ˈ].
Датские лингвисты относят толчок не к звукам, а к виду ударения. Вопрос, является ли толчок фонемой, остаётся при этом спорным. В некоторых южнодатских диалектах толчок сравним с тональным ударением в норвежском и шведском языках, а толчок Зеландии напоминает артикуляцию гортанной смычки [ʔ], которая, вероятно, всё же не задействована в артикуляции этого звука и наблюдается в других диалектах, например в западной Ютландии и называется по-датски vestjysk stød («западноютландский толчок»). Поскольку специально разработанный для датского языка фонетический алфавит «Dania», основанный на МФА, использует соответствующий знак гортанной смычки для транскрипции толчка, этот фонетический признак часто ошибочно считают согласным звуком, а не просодическим признаком.
Толчок возник в результате комбинаторного изменения слогов в древнескандинавском, как и ударение в шведском и норвежском: первоначально он был только в односложных словах (не считая определённых артиклей), поэтому слова hund («собака»), hunden (то же с определённым артиклем) и finger («палец»; древнескандинавский fingr был односложным) имеют толчок в современном датском, а hunde («собаки»), hundene (то же с определённым артиклем) и fingre («пальцы») — нет.
В большинстве диалектов толчок наблюдается только в долгих ударных слогах, стоящих в конце слова и оканчивающихся на звонкий звук. Учитывая особенности датской фонологии, это означает, что толчок появляется только в слогах, оканчивающихся на долгий гласный, на дифтонг (то есть на гласный звук + [ʁ]/[j]/[v]), либо на одну из согласных фонем [m], [n], [ŋ], [l] и [ð]. Другая ситуация в шведском и норвежском, где все двух- и более сложные слова, в отличие от односложных, могут иметь любой из двух тонов. Следовательно, шведский и норвежский языки не имеют различий в произношении слов hun («она», толчок отсутствует) и hund («собака», толчок присутствует), свойственных датскому. С другой стороны, в датском нет толчка в некоторых словах, в которых в шведском и в норвежском существуют различия по тону, например в таких как hatten («шляпа») с одним тоном и hatte («шапки») с другим.
Остаётся невыясненным вопрос о причинах фонетического отмежевания датского языка от норвежского и шведского. Рассматриваются следующие варианты: влияние городских диалектов, имеющих более высокий престиж, влияние нижненемецкого (в пользу этой теории говорит также то, что в некоторых южнодатских диалектах никогда не было этого явления), внутриязыковая динамика.
Латышский язык демонстрирует похожий феномен, известный как «ломанный тон» (латыш. lauztā intonācija). Данное явление встречается также в северонемецких диалектах, например в таких словах как merken [mɛrʔkən], kommen [kɔmʔən]. В немецком языке встречается только перед гласными в начале слов или слогов, например в beachten [bəʔaxtən], erinnern [ʔerʔinərn].